# 432 Питија
432 Питија (енгл. 432 Pythia) је астероид главног астероидног појаса са пречником од приближно 46,90 km.
Афел астероида је на удаљености од 2,717 астрономских јединица (АЈ) од Сунца, а перихел на 2,021 АЈ.
Ексцентрицитет орбите износи 0,146, инклинација (нагиб) орбите у односу на раван еклиптике 12,127 степени, а орбитални период износи 1332,118 дана (3,647 године).
Апсолутна магнитуда астероида је 8,84 а геометријски албедо 0,233.
Астероид је откривен 18. децембра 1897. године.